# Felix Wettstein

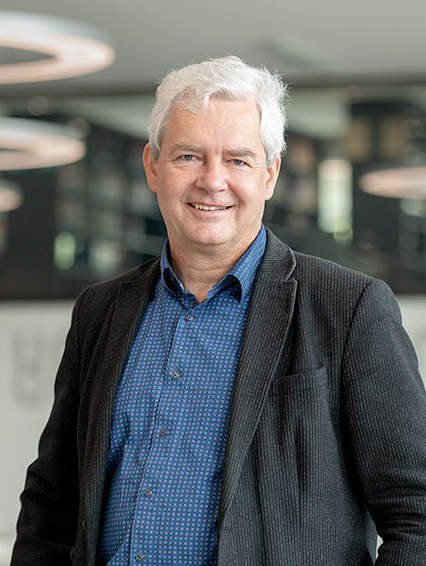
Felix Wettstein (2019)

Felix Wettstein (* 19. Januar 1958 in Kriens) ist ein Schweizer Politiker (Grüne).

## Politisches Engagement
Felix Wettstein ist seit Dezember 2019 Mitglied des Nationalrats, der grossen Kammer des schweizerischen Parlaments (200 Sitze). Seine Partei Grüne Kanton Solothurn hatte ihn für die nationalen Wahlen vom 20. Oktober 2019 sowohl für den Ständerat als auch auf der Nationalratsliste nominiert. Er wurde in den Nationalrat gewählt und gehört der 30-köpfigen Fraktion Grüne an. Er wirkt in der Finanzkommission des Nationalrates und in der Redaktionskommission beider Räte mit. Seine politischen Schwerpunkte sind Finanzpolitik, Kulturpolitik und Gesundheitspolitik.
In den Jahren 2010 bis 2019 gehörte Felix Wettstein dem Kantonsrat des Kantons Solothurn an. Während der ersten fünf Jahre war er Mitglied der Geschäftsprüfungskommission, 2015 wechselte er in die Finanzkommission. In dieser Zeit setzte er sich unter anderem für innerkantonale Steuerharmonisierung und für eine Steuerreform mit geringeren Ausfällen ein.
Seit 2007 wirkt er im Gemeindeparlament der Stadt Olten mit. 2021 liess er sich nicht mehr nominieren; auf Ende der Amtszeit beendet er die kommunalpolitische Arbeit. Während acht Jahren vertrat er die Grünen in der Geschäftsprüfungskommission. Später war er Teil der Spezialkommission zur Revision der Gemeindeordnung (die «Verfassung» der Stadt Olten), die 2016 teilrevidiert wurde. Seine Vorstösse betrafen u. a. die Gewaltenteilung zwischen Stadtregierung und Parlament, die Städtischen Betriebe Olten (Versorgungswerk für Strom, Gas, Wasser), Möglichkeiten der Stadt zur Senkung der Sozialhilfequote, die kommunale Gestaltungsplanung oder Massnahmen zur Verkehrsberuhigung.
Von 2012 bis 2018 war Felix Wettstein Präsident der Grünen Partei des Kantons Solothurn, zuvor (2006–2012) Präsident der Grünen Region Olten.

## Lebensstationen, Beruf
Felix Wettstein  besuchte die Primarschule in Kriens. 1971 zog die Familie nach Niederrohrdorf im Kanton Aargau; die Bezirksschule und die Kantonsschule absolvierte Felix Wettstein in Baden. Als Jugendlicher und junger Erwachsener engagierte er sich ehrenamtlich im Jugendverband «Jungwacht Blauring». Nach der Matura studierte er an der Universität Zürich die Fächer Pädagogik, Geographie und Volkskunde und schloss sein Studium 1984 mit dem Lizenziat ab. Seit 1995 wohnt er in Olten.
Von 1985 bis 1992 arbeitete er als Fachmitarbeiter für Freizeit- und Jugendfragen bei der Stiftung Pro Juventute in Zürich. In dieser Tätigkeit beriet er Behörden, Organisationen und Initiativgruppen bei der Planung und Realisierung von Spielplätzen, kinderfreundlicher Umgestaltung von Schulhausplätzen, Spielaktionen, Ferienaktionen usw. Er führte Bildungsveranstaltungen für Mitarbeitende von Robinsonspielplätzen, Spielbussen und Jugendtreffs durch, erstellte Merkblätter und war Co-Autor des Buchs Pause – Schulgelände beleben und gestalten im Verlag Pro Juventute.
Von 1992 bis 2000 war er beim Kanton Aargau im damaligen Erziehungsdepartement (heute Bildungsdepartement) als Beauftragter für Gesundheitserziehung (Gesundheitsbildung) beschäftigt. Die Fachstelle wurde in dieser Zeit Teil der Lehramtsschule, heute ist sie in die Pädagogische Hochschule der FHNW integriert. Grösstes Projekt dieser beruflichen Station war die Produktion eines 11-teiligen Lehrmittels «Gesundheitsförderung in der Schule», das vom Schulverlag Plus AG ausgeliefert wird.
Im Jahr 2000 wurde Wettstein als Dozent der Fachhochschule Aargau, Hochschule für Soziale Arbeit, angestellt; vorerst mit Arbeitsort in Brugg, seit 2006 in Olten als Teil der Fachhochschule Nordwestschweiz. Sein Fachgebiet ist Gesundheitsförderung und Prävention. Er leitet das Weiterbildungsprogramm «MAS Gesundheitsförderung und Prävention» und wirkt in der Vertiefungsrichtung «Gesundheit und Krankheit» im Bachelorstudium der Sozialen Arbeit sowie bei Forschungs- und Dienstleistungsprojekten seines Fachgebietes mit. Mit der Wahl in den Nationalrat hat er sein Pensum stark reduziert.